# 安村栄美
安村 栄美（やすむら えみ、1985年10月4日 - ）は、日本の映像作家。スターダストプロモーション関連のSTARDUST CREATORS所属。

## 経歴
群馬県前橋市出身。女子美術大学芸術学部デザイン学科卒業、映画美学校第11期フィクション・コース初等科を修了。
短編映画「WAO」が第25回ロサンゼルス国際短編映画祭、第25回ファンタジア国際映画祭に正式出品。短編映画「ビー・プリペアード」が第36回東京国際映画祭 Amazon Prime Videoテイクワン賞審査委員特別賞を受賞。

## 作品

### 短編映画
- WAO（2020年） - 監督[2][3]
- だれかとはなしがしたくなる（2021年） - 監督[4]
- ビー・プリペアード（2023年） - 監督[5]

### ドラマ
- MBS「体感予報」（2023年）- 監督[6]
- MBS「#居酒屋新幹線2」（2024年）- 監督[7]
- テレビ朝日「警視長・捜査一課長」スペシャル10（2024年）- 監督[8]
- テレビ東京「星屑テレパス」（2024年）- 監督（杉岡知哉と共同）[9]
- 読売テレビ「つづ井さん」（2024年）- 監督（高橋名月・のむらなおと共同）
- テレビ東京「やぶさかではございません」（2025年）- 監督
- NHK 「藤子・F・不二雄 SF短編ドラマ Season3 タイムマシンを作ろう」（2025年）- 監督

### テレビ番組
- NHK Eテレ「怖い絵本 season2」（2021年）- 演出[10]
- テレビ東京 シナぷしゅ「はじまりぷしゅ」／「おわりぷしゅ」（2021年）- 監督[11]

### ミュージックビデオ
- tomodati「サマーオブラブ」（2019年） - 監督・編集[12]
- うんこ学園 校歌（2019年） - 監督[13]
- ヤマハの正課音楽プログラム おと♪はぐ「ウッピ～ドドンカワッチャコプー」（2020年） - 監督・作詞[14]
- gato「babygirl」（2020年） - 監督・編集[15]
- 9bic「Hero」（2020年）- 監督[16]
- カノエラナ「思春期中二話症候群」（2022年）- 監督[17]
- SAKANAMON「裏鬼門の羊」（2022年）- 監督[18]
- カノエラナ「ヨトギバナシ」（2023年）- 監督[19]

### その他
- サイネージ「OUTBREAK！」（2017年） - 映像ユニットYO-YO-として[20]
- 櫻坂46 向井純葉 個人PV「いとはのかなしみ」（2023年）- 監督[21]